# متحف عواصم مصر
متحف عواصم مصر هو أحد متاحف مصر يجري تنفيذه في العاصمة الإدارية. يسلط الضوء علي تغير العاصمة من أماكن مختلفة في تاريخ مصر.

## محتوياته
- يشمل علي قائمة عواصم مصر التاريخية على مر العصور، ويتم تسليط الضوء على أسباب انتقال العاصمة من مدينة إلي أخري، كذلك التأكيد على أن تغير العاصمة موجود منذ القدم.
- يبرز المتحف الهيكل الإداري لمصر ،ابتداءً من  العاصمة منف إلى العاصمة الإدارية . ويوجد فيها مجموعة من معلومات عن عواصم مصر التاريخية صاحبة الأهمية على مدار التاريخ المصري ، يشمل مجموعة العروض منف، تل العمارنة، طيبة، الإسكندرية، القاهرة والعاصمة الإدارية، ويتناول أبرز معالم العاصمة من حيث المدن،الحكام، رجال الدولة، الطرق والتقسيمات الإدارية.
- سوف يشمل المتحف علي 1000 قطعة أثرية بالإضافة إلي أجزاء من كسوة الكعبة القدبمة.[2][3]

## وصلات خارجية
وزارة السياحة والآثار